# منتجات الألبان

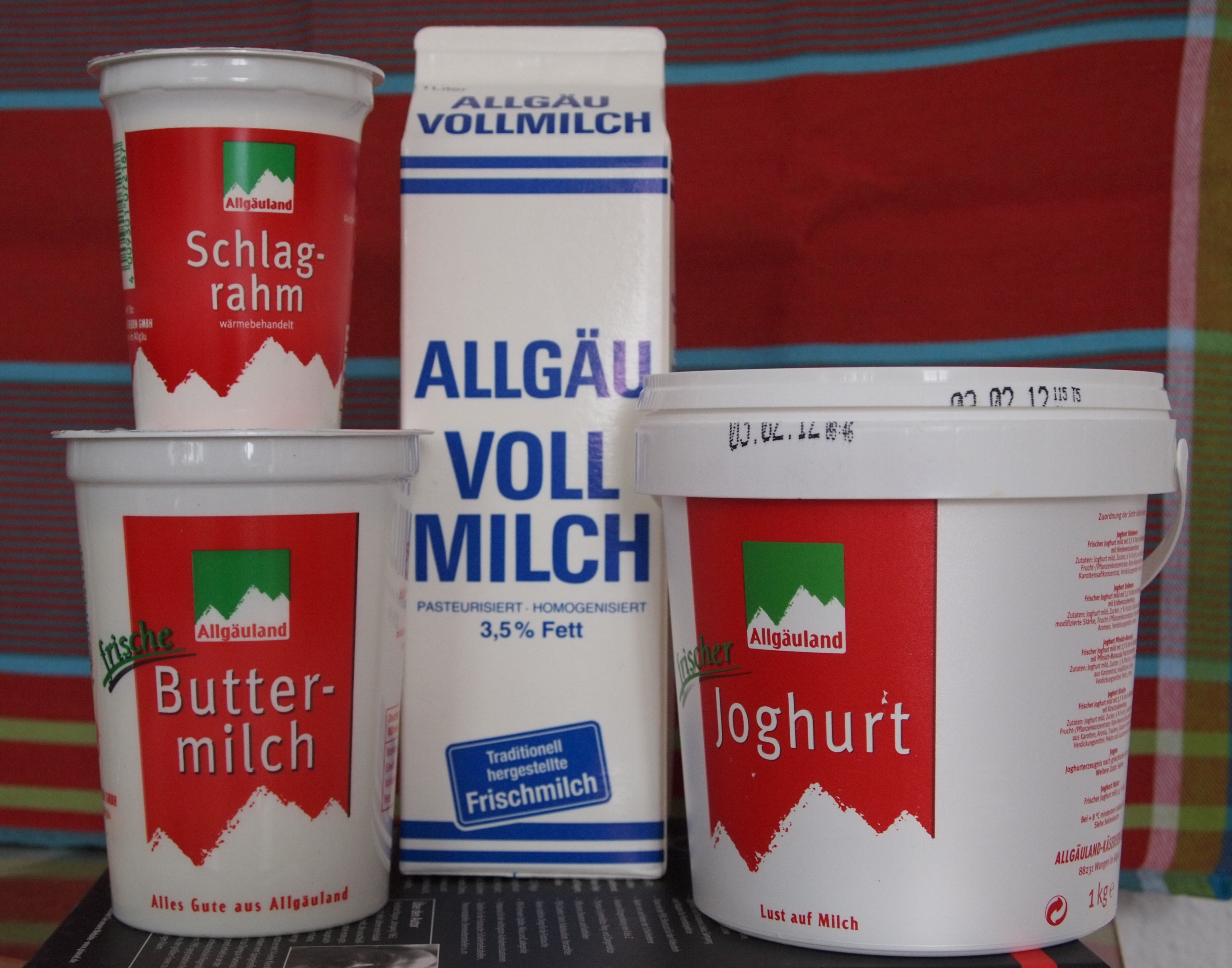

منتجات الألبان ومشتقّاتها هي أغذية مصدرها حليب المواشي من الأبقار أو الغنم أو الماعز أو الإبل أو الجواميس أو غيرها من الثدييات. تشمل منتجات الألبان العديد من الأصناف مثل الأجبان والألبان بالإضافة إلى الزبدة والقشدة.

## تصنيف منتجات الألبان

### منتجات الألبان غير المخمرة

#### الحليب

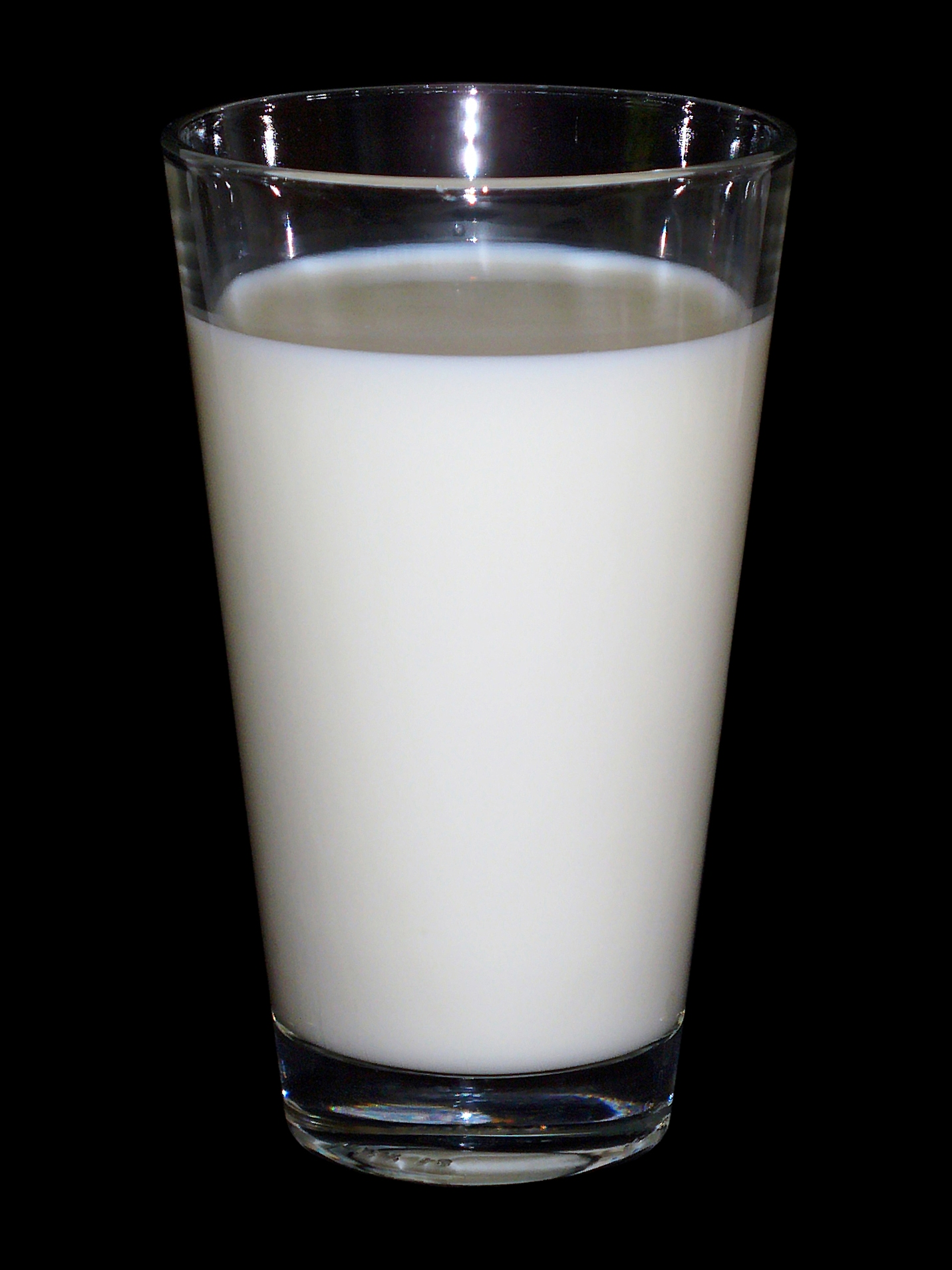
حليب

يخضع الحليب الطازج الطبيعي (الحليب الخام) بعد الحلب للعديد من العمليات الغذائية مثل التجانس (توزيع الدهون في جميع أنحاء المنتج بالتساوي، وتجنب التكتلات الدهنية غير المرغوب فيها)، والبسترة (عملية يمر بها الحليب للقضاء على البكتيريا الضارة). ويوجد العديد من منتجات الألبان غير المخمرة، مثل:
- قشدة الحليب (يجب عدم الخلط بينها وبين الكريمة التي تتكون عند غليان الحليب)، هي جزء من الحليب يحتوي على نسبة عالية من الدهون؛ هذا التركيز العالي ناتج عن الفصل الوزني الذي يحدث عندما يترك الحليب ليرتاح، حتى يصل تركيز الدهون إلى 20٪.[7] في الحليب يوجد توازن بنسبة 50٪ من الدهون والبروتينات، بينما في القشدة تكون النسبة 10 إلى 1.[8] في بعض دول أوروبا الشرقية مثل تركيا، تؤخذ الكريمة على شكل كريمة مخفوقة مصنوعة من حليب الجاموس يسمى Kaymak وايضاً في العراق ويسمى (گيمر عرب).
- مركزات الحليب: يقع ضمن هذه الفئة الحليب المجفف (المجفف بالتجميد)، والحليب المكثف (الحليب الذي جرى إزالة الماء منه وأضيفت إليه كمية كبيرة من السكر)، والحليب المبخر (الحليب الذي تمت إزالة الماء منه ولكن بدون إضافة السكر). وتُعالج جميع منتجات الحليب الثانوية هذه بهدف زيادة عمرها الافتراضي وإتاحة إمكانية تخزينها لفترات طويلة، لمدة تزيد عن 12 شهرًا، ولهذا تحتاج هذه الأنواع عناية خاصة في التصنيع.[9] وتستخدم معظم مركزات الحليب في صناعة الحلويات وصناعة الشوكولاتة.
- الحليب الوظيفي: وهو الحليب الذي جرى تغيير محتواه الغذائي الطبيعي بشكل مصطنع من أجل التمكن من استخدامه لتغطية النقص الغذائي لقطاع من السكان. من أمثلة الحليب الوظيفي الحليب الصناعي (حليب البقر الذي تم تغييره ليناسب الرضاعة البشرية)، والحليب المدعم بالكالسيوم وفيتامين د (مادة رابطة الكالسيوم الطبيعية في العظام)، وأوميغا 3، إلخ.

منذ العصور القديمة، كان الحليب يُعالج حراريًا في المنزل بعد حلبه من أجل القضاء على النشاط الأنزيمي الموجود والحفاظ بشكل أفضل على خصائصه لفترة أطول؛ كما يجري تسويق حليب بنكهات مختلفة: فراولة، شوكولاتة، فانيليا (فانيلين)، إلخ. حتى يصبح تناول الحليب أكثر جاذبية للشرائح العمرية الصغيرة من السكان.

#### الزبدة

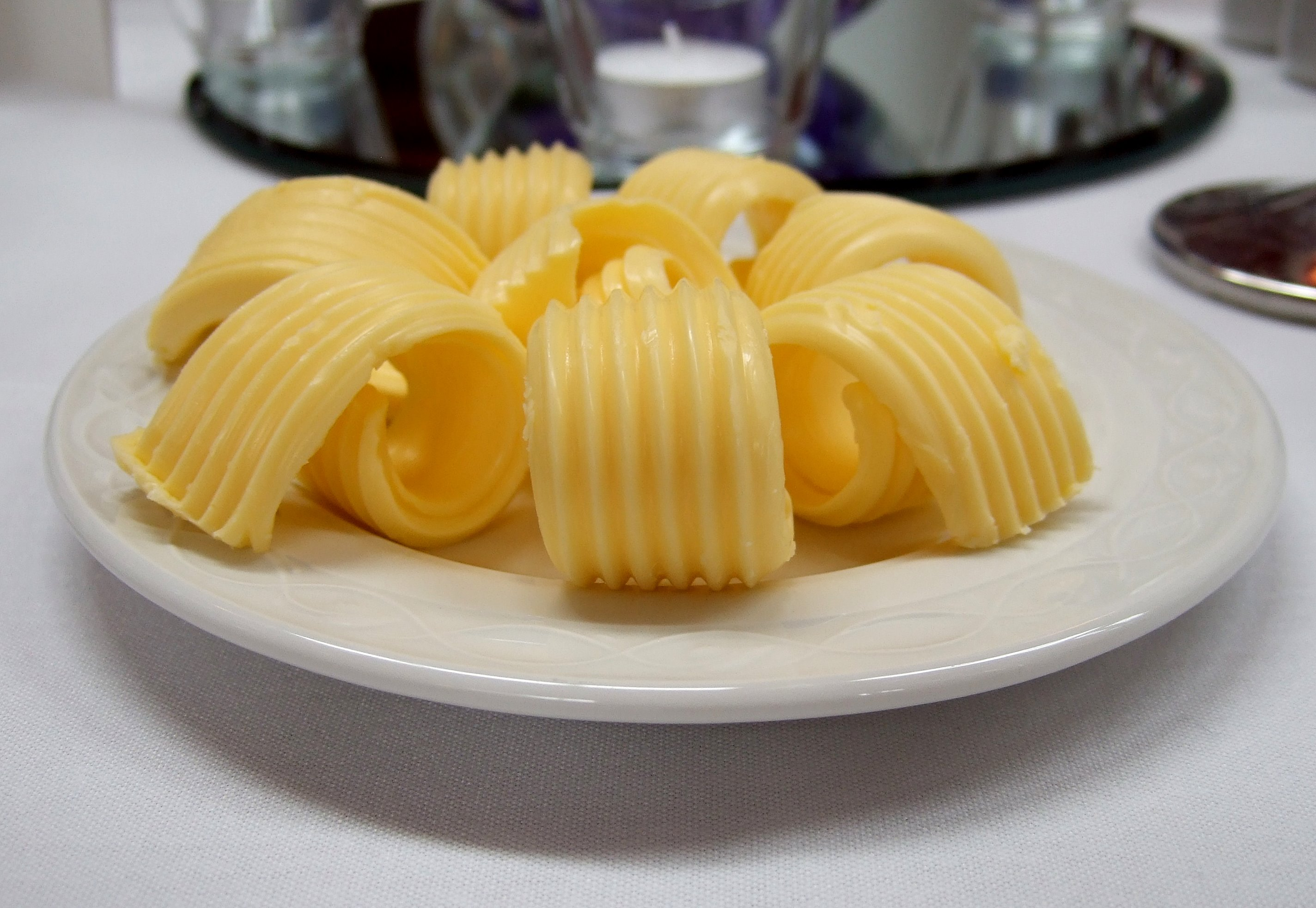
زبدة

الزبدة عنصر أساسي لا يمكن تجاهله في المطبخ الحديث. إنتاج الزبدة بسيط ولكنه شاق: يتم رج وعاء قشدة (يحتوي على 36-44٪ دهن)، حتى تتفكك الكريات الدهنية وتفقد بنيتها الكروية. وهناك أنواع مختلفة من الزبدة حسب عملية التصنيع. أولُا: الأنواع المالحة من الزبدة، حيث يضاف الملح لزيادة العمر الافتراضي للمنتج، مع تعزيز نكهته. ثانيُا: الزبدة «غير المملحة» وغالبا ما يطلق عليها زبدة حلوة. وتخُزن معظم أنواع الزبدة والسمن في درجات حرارة +5 درجة مئوية. لون الزبدة من السمات المميزة لها: في فصل الشتاء تكون شاحبة اللون، في حين أن لونها في الصيف يكون أكثر اصفرارًا. ولذا تضاف ألوان طبيعية لجعل لون الزبدة أكثر اصفراراً في الشتاء.

#### السمن النباتي

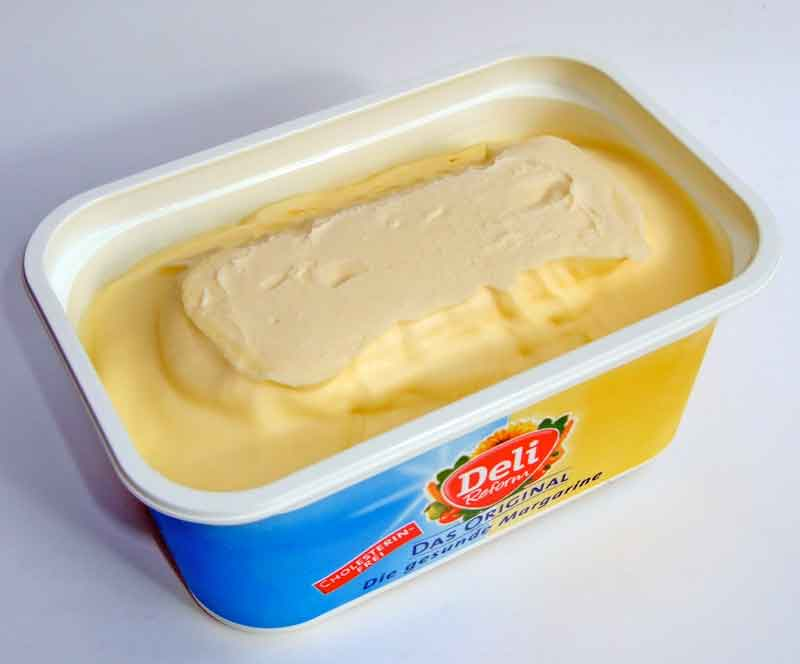
سمن نباتي

السمن النباتي أو المارجرين ليس من منتجات الألبان. فلا يأتي من الحليب، ولكن من الزيوت النباتية، على الرغم من أنه عادة ما يتم تضمينه في «قسم الألبان» في المحال التجارية، وكذلك في العديد من الدراسات النظرية حول هذا المنتج.
 يحتوي هذا السمن المختلط على نسبة 80٪ من الدهون، منها ما بين 70 و 80٪ يتكون من دهن الحليب والباقي (20-30٪) دهون نباتية سائلة. طريقة التصنيع تشبه إلى حد بعيد تلك المستخدمة في صناعة الزبدة. وتوجد هناك مشتقات (أو منتجات مغشوشة) شبيهة بالزبدة والسمن الصناعي مثل الأوليومارجرين. 
السمن النباتي هو منتج ثانوي للزبدة يتم تصنيعه بعد ذوبانها في درجات حرارة معتدلة (بين 40 و 60 درجة مئوية)، بحيث يتم فصل الطور المائي للدهن عن طريق الصب بعد فترة معينة من الزمن. يتميز السمن برائحته القوية ما يعطي نكهة قوية للأطباق. يشيع استخدام السمن في المطبخ بمثابة «دهون قلي» حيث يتحمل السمن الحرارة العالية على نحو أفضل من الزبدة العادية.

#### المثلجات

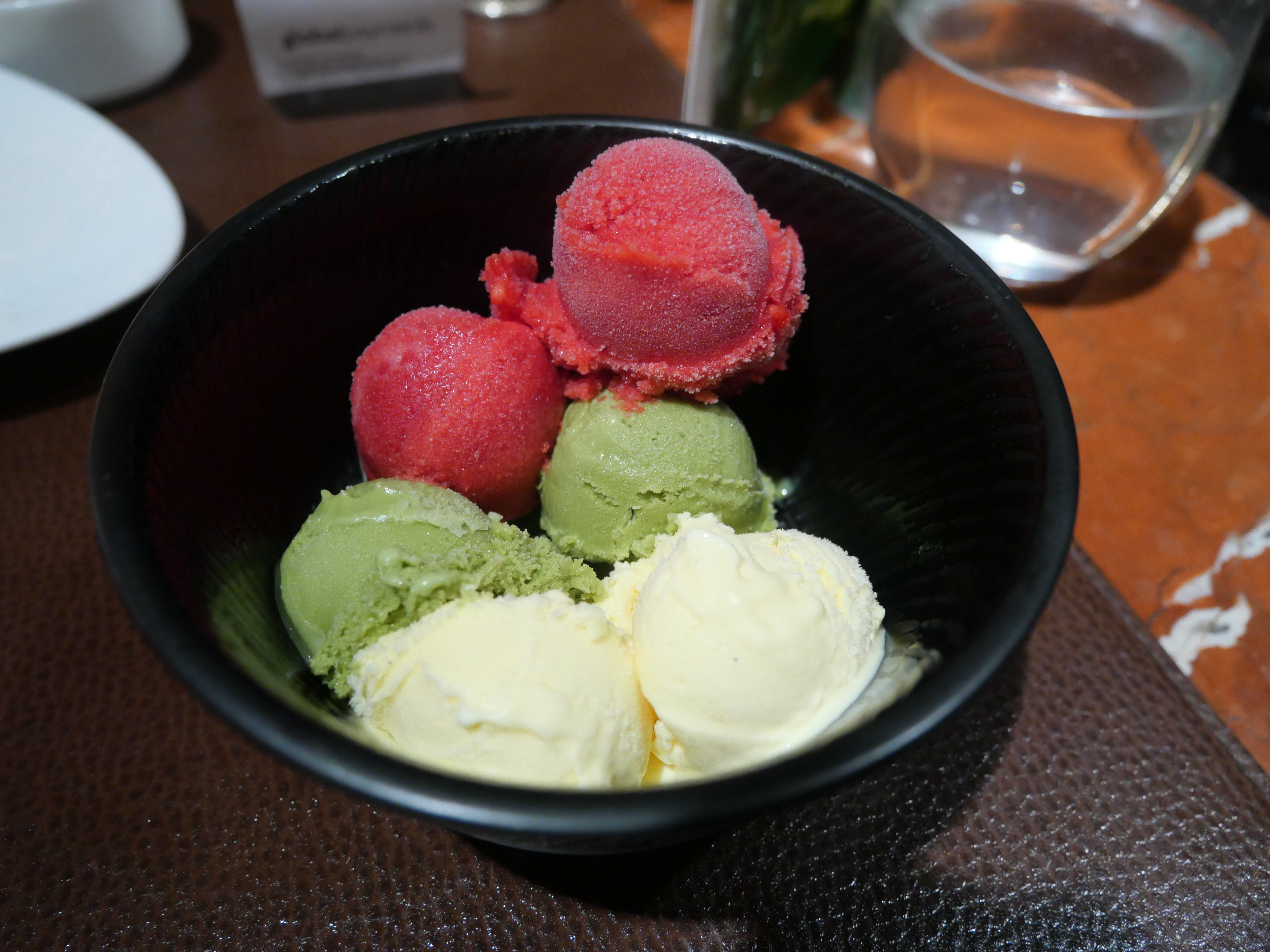
مثلجات

يعود ظهور المثلجات أو الآيس كريم إلى القرن السابع عشر عندما كانت تصنع من عصائر الفاكهة. وصنعت أول آلة لصنع المثلجات في الولايات المتحدة الأمريكية في عام 1913. يعد الآيس كريم رغوة مجمدة مرتفعة السعرات الحرارية، ولذا يستخدم من يتبع حمية غذائية الزبادي المجمد كونه بديلًا منخفض السعرات الحرارية للآيس كريم. من وجهة نظر تحليلية، يُعد الآيس كريم ناقل محتمل للبكتيريا المسببة للأمراض، وعلى الرغم من أن درجات الحرارة المنخفضة نسبيًا لا تجعل التجمعات البكتيرية تنمو، إلا أنها تسمح بنقلها إلى معدة المستهلكين المحتملين.

#### منتجات أخرى من الألبان غير المخمرة
يتم تسويق المنتجات المختلفة المشتقة من مستخلصات الكازين المستخرج من منتجات الألبان. وهو البروتين الرئيسي الذي يستخرج من اللبن، ويشكل العنصر الأساسي في الجبن. وعادة ما يتم تسويقه كمكمل غذائي لكمال الأجسام والتغذية الرياضية.

### منتجات الألبان المخمرة

#### الزبادي

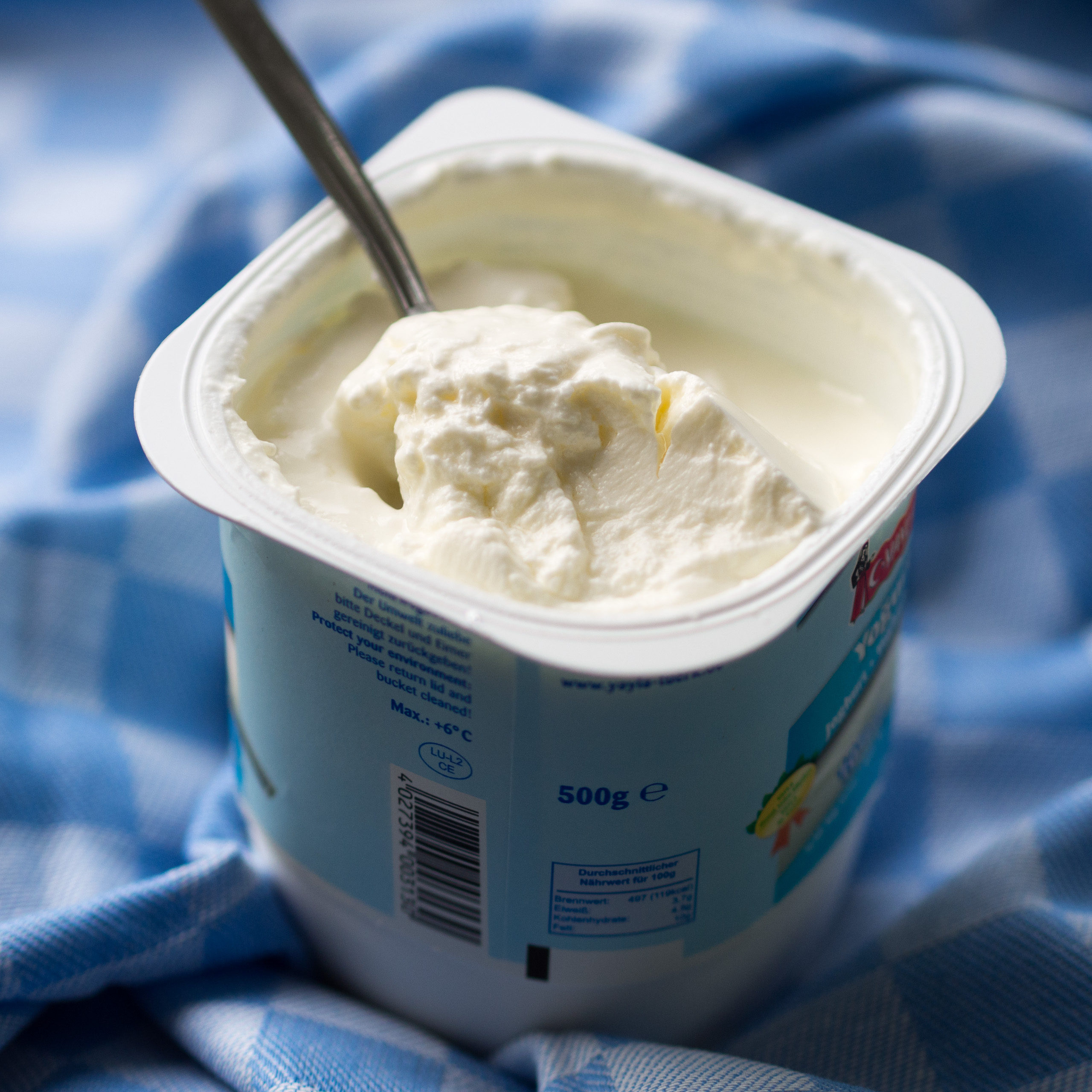
زبادي

ظل الزبادي غير معروف في معظم أنحاء أوروبا حتى مُنحت جائزة نوبل لعالم المناعة إيليا ميتشنيكوف (أستاذ في معهد باستير في باريس والذي فاز بجائزة نوبل في علم وظائف الأعضاء والطب عام 1908). وربط طول عمر بعض المجموعات العرقية في دول مثل بلغاريا وروسيا وفرنسا باستهلاك الزبادي. يستخدم الزبادي على نطاق واسع في بعض مطابخ شرق البحر الأبيض المتوسط، حيث يستخدم كمكون رئيسي في بعض الأطباق والمشروبات الشعبية. منذ الخمسينيات من القرن الماضي، كان استهلاك الزبادي بنكهة الفاكهة ينمو بشكل مطرد. تتمتع جميع أنواع الزبادي بخاصية مشتركة تتمثل في أنها تم تخميرها من الحليب ببكتيريا محبة للحموضة مثل Streptococcus thermophilus و Lactobacillus delbrueckii subsp. وجميعها متوفرة في الحليب. يحدث التخمير في درجات حرارة تتراوح بين 30 درجة مئوية و 43 درجة مئوية لفترة زمنية تتراوح من 2.5 إلى 20 ساعة.

#### الجبن

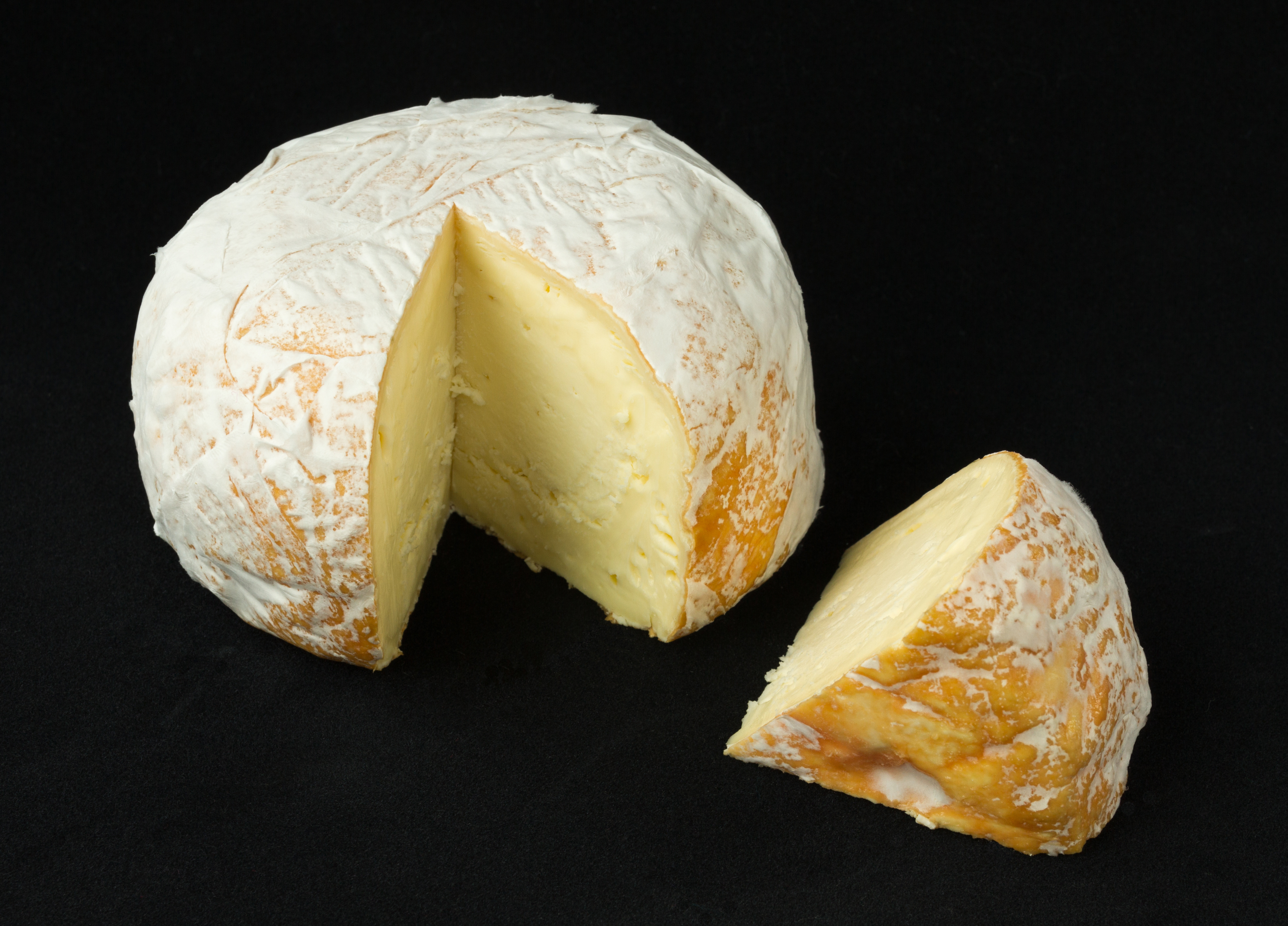
جبن

الجبن غذاء صلب مصنوع من خثارة الحليب المخمر من حليب البقر أو الماعز أو الأغنام أو الجاموس أو الإبل أو الثدييات الأخرى. وربما يكون أقدم منتج ألبان في تاريخ الاستهلاك البشري. يُحفز اللبن على التخثر باستخدام مزيج من المنفحة (أو بعض البدائل) والتحميض. يتكون الجبن من 35-55٪ ماء يذوب فيه 10-40٪ بروتينات و4-5٪ أملاح. وتلعب البكتيريا دورًا مهمًا في تحديد قوام ونكهة معظم أنواع الجبن. الجبن مادة صلبة توفر بشكل أساسي البروتين (الكازين). يمكن أن تكون تركيزات البروتين في الجبن أعلى 10 مرات من تركيزات الحليب الخام. ويمكن أن تؤدي معالجة الجبن الاصطناعية إلى إنتاج ما يسمى الجبن المطبوخ (شائع جدًا في الولايات المتحدة). وفي مطابخ الشرق الأوسط، يستخدم أحيانًا خليط من الجبن والزبادي مثل اللبنة.
بعض أنواع الجبن الطازج هي:
- الجبن القريش - جبن غير مطبوخ، يحتوي رطوبة عالية، وله قوام ناعم إلى حد ما، محضر بحليب متخثر بالأنزيمات و/أو عن طريق حمض اللاكتيك. مثال على ذلك جبن الريكوتا من أصل إيطالي.
- الجبنة الكريمي - جبنة ناعمة يجري تحضيرها عن طريق الجمع بين منفحة الخثارة المجففة مع خليط من الحليب. وهي حلوة قليلاً على عكس الجبن القريش. منفحة الخثارة الجافة تحتوي على نسبة دهون أقل من 0.5٪. مثال على هذا النوع من الجبن هو الكوارك المستخدم في المطبخ الألماني.

#### منتجات أخرى من الألبان المخمرة
يستخدم الحليب المخمر في بعض المطابخ العالمية، مثل المطبخ المنغولي، حيث يتم تخمير حليب الحصان في مشروب يسمى إيراج. ومن الشائع في فنزويلا استهلاك مشتق اللبن المخمر (مشابه للزبادي) مع ملح مضاف معروف باسم مصل اللبن. وتعتبر منتجات البروبيوتيك (المعينات الحيوية) من منتجات الألبان المخمرة.